# Teobaldo Power
Teobaldo Power y Lugo-Viña (Santa Cruz de Tenerife, 6 de enero de 1848-Madrid, 16 de mayo de 1884) fue un pianista, organista, compositor, concertista y pedagogo español, autor, entre otras obras, de los célebres Cantos Canarios.

## Biografía

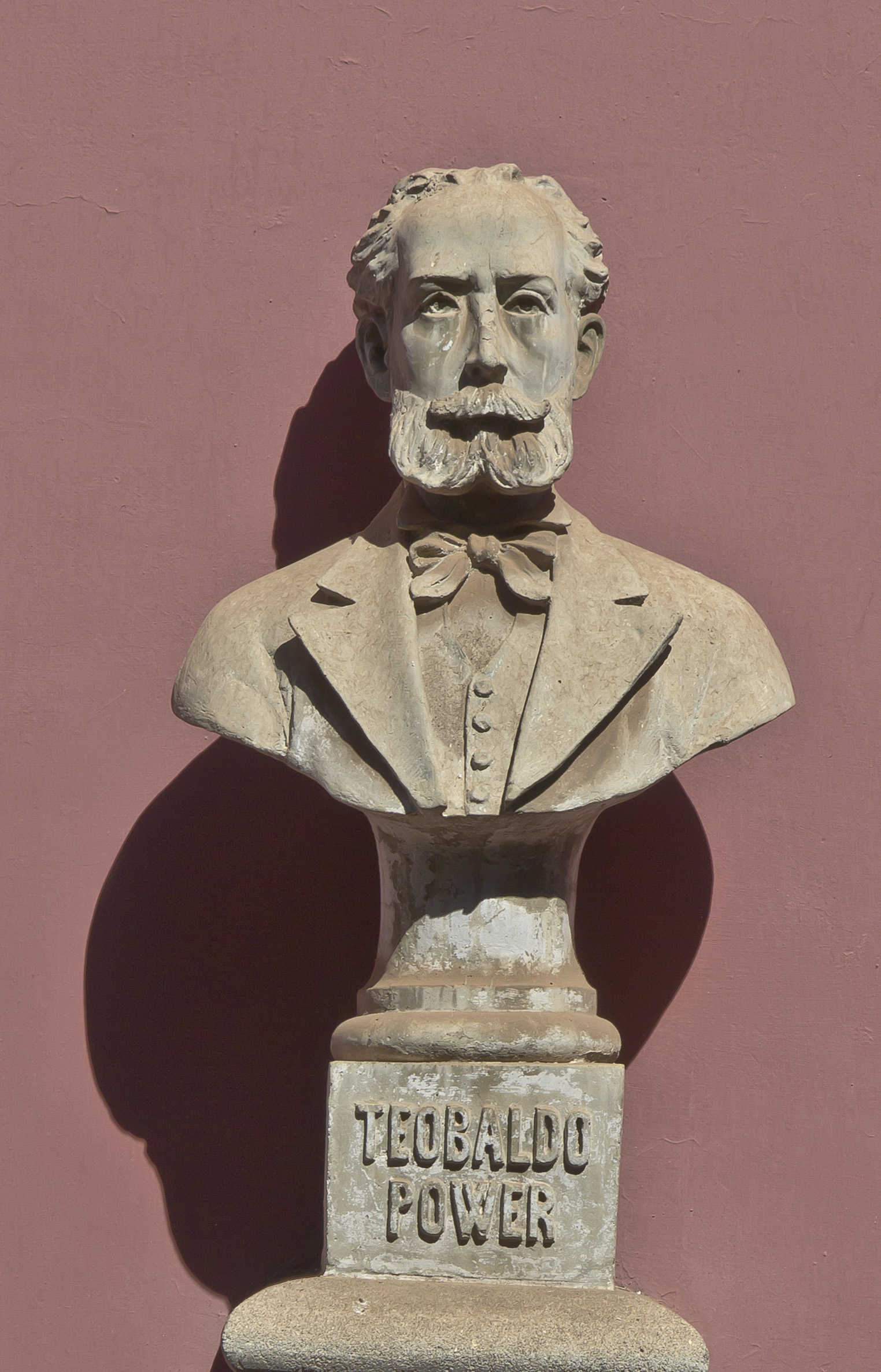
Busto de Teobaldo Power en la fachada principal del Museo municipal de Bellas Artes de Santa Cruz de Tenerife.

Descendiente de comerciantes irlandeses y de padre militar, destaca desde muy joven por su extraordinaria habilidad frente al piano y como compositor. Fue un niño prodigio capaz de sorprender a los intelectuales de la época. En 1858 se traslada a Barcelona, donde es discípulo del compositor Gabriel Balart. Cuatro años más tarde se traslada a París para realizar sus estudios musicales de piano con Marmontel y de Armonía con Elwart, que concluye con tan sólo 18 años. Desde entonces comienza su meteórica carrera que lo hará pasar por Tenerife, Gran Canaria, Cuba, Madrid, Lisboa, Madeira, Málaga. Entre estos viajes y debido a su delicada salud pasa una temporada en su Tenerife natal, concretamente en el pueblo de Las Mercedes (San Cristóbal de La Laguna), donde compone los Cantos Canarios, trascendental e irreemplazable texto musical en la cultura canaria, que recoge fragmentos de los más famosos aires populares de las Islas y adapta a la música clásica con gran acierto. El estreno de esta obra se produce en agosto de 1880, momento desde el cual se erige como todo un símbolo de la identidad musical de Canarias. De ahí, que actualmente se establezca como Himno de la Comunidad Autónoma de Canarias la melodía correspondiente al Arrorró de los Cantos Canarios de Teobaldo Power.
En el año 1882 se presenta, casi simultáneamente, a la prueba de oposición como profesor numerario de la Escuela Nacional de Música y Declamación de Madrid, y a la de 2º Organista de la Capilla Real. Consigue las dos plazas que, en aquel momento, eran las dos más codiciadas del país.
Murió con tan sólo 36 años aquejado de tuberculosis, una muerte prematura que le sobrevino en la plenitud de su vida como creador, concertista y pedagogo.

## Obras principales

### Ópera
- A Normand, Normand et demi

### Obras orquestales
- La Aurora
- Cantos Canarios
- Polaca de concierto
- Sinfonía en do menor

### Música para piano
- Grand sonate
- Cantos Canarios
- Polaca de concierto
- Canción española
- Vals de bravura
- Vals brillante
- Doce estudios artísticos
- Tanganillo
- Malagueña de concierto
- Vals Impromptu
- Canción española
- Gran Galop de concierto
- Tristeza (preludio)
- Recuerdos del pasado
- En la aldea (capricho)
- Capricho romántico
- Leonor
- Adiós (dúo)
- Ondina
- Concierto no. 1 para piano y orquesta